# Джеймс Тод
Підполковник Джеймс Тод (англ. James Tod, 20 березня 1782, Лондон — 18 листопада 1835, Лондон) — англійський офіцер британської Ост-Індської компанії та дослідник Сходу. Він об'єднав свою офіційну роль та свої інтереси для створення серії робіт з історії та географії Індії, і зокрема про область відому тоді як Раджпутана, яка відповідає сучасній назві штату Раджастхан.

## Біографія
Тод народився в Лондоні і отримав освіту в Шотландії. Він приєднався до Ост-Індської компанії як військовий офіцер і поїхав до Індії в 1799 році, де був курсантом в Бенгальській армії. Він швидко піднявся у званні, ставши капітаном ескорту для посланника королівського двору Скіндії. Після Третьої англо-маратхської війни, в ході якої Тод був залучений до відділу розвідки, він був призначений політичним представником деяких областей Раджпутану. Його завданням було посприяти об'єднанню регіону під керівництвом Ост-Індської компанії. Протягом цього періоду Тод провів більшу частину своїх досліджень, які він пізніше опублікував. Спочатку Тод був успішним політиком на своєму офіційному посту, але його методи були розкритиковані іншими членами Ост-Індської компанії. З часом, його робота була обмежена і його сфери впливу значно скоротилися. У 1823 році, у зв'язку з погіршенням здоров'я та репутації, Тод подав у відставку з поста політичного представника області і повернувся до Англії.
Повернувшись в Англію, Тод опублікував ряд наукових робіт з історії та географії Індії, в тому числі свою «Історичну хроніку та звичаї Раджастхану» на основі матеріалів, зібраних під час своїх подорожей. Він пішов у відставку з військової служби в 1826 році, і одружився з Джулією Клаттербак того ж року. Помер в 1835 році, на 54-му році життя.
Основні роботи Тода критикувалися через наявність суттєвих неточностей, але вони високо цінуються в деяких районах Індії, особливо в громадах, чиїх предків він поважав.